# Ermogene di Tarso
Ermogene di Tarso (in greco antico: Ἑρμογένης ὁ Ταρσεύς?, Hermoghénēs ho Tarséus; Tarso, 160 d.C.? – 225 d.C.?) è stato un retore greco antico con cittadinanza romana, esponente della Seconda sofistica e attivo durante il regno di Marco Aurelio.

## Biografia
La sua precoce abilità gli assicurò un impiego pubblico come insegnante di retorica già quando aveva solo 15 anni, attirando l'interesse dello stesso imperatore Marco Aurelio che, durante un viaggio nella parte orientale dell'Impero (175-176), si fermò a Tarso per ascoltarne una declamazione, altamente apprezzata da Filostrato stesso, che ne riporta l'inizio.
Tuttavia, da adulto le sue facoltà lo abbandonarono, e trascorse il resto della sua lunga esistenza pressoché demente: in base a quanto tramandato, probabilmente subì gli effetti di una malattia degenerata in meningite, forse da Morbillivirus o Yersinia. Filostrato scrive che versò in questo stato pietoso fino alla morte, giunta in età avanzata.
 
La Suda riporta la diceria secondo cui dopo la sua morte, il suo cuore fu rinvenuto enorme e coperto di capelli.

## Opere
Durante i primi anni di attività (tra i 18 e i 20, come afferma Suda), compose vari trattati di retorica, che divennero molto popolari e soggetto di successivi commentari. Nel V secolo, i vari trattati ermogeniani vennero incorporati in una Arte Retorica complessiva, anche perché strutturati dallo stesso autore come parti graduali di un corso completo di retorica.
In posizione primaria erano gli Esercizi preparatori (Progymnasmata), 12 esercizi preliminari, che iniziano con una prova semplice, ossia comporre una favola, terminando con un esercizio complesso, vale a dire comporre una legge. Questo tipo di esercizi, di cui l'autore, per ogni grado, dà un esempio, era tipico delle scuole di retorica.
Segue il trattato Sulla costituzione delle cause giudiziarie, in cui Ermogene spiega come evidenziare ed argomentare il punto focale di una disputa retorica o di una causa. Si presentano 13 categorie, ognuna delle quali discussa e preceduta da una rubrica che ne permetta l'identificazione allo studente. 
Il Sull'invenzione è una sezione divisa in 4 parti, che individua come comporre introduzione e narrazione di un'orazione e discute le figure di linguaggio e la costruzione delle unità lessicali e delle proposizioni.
Sulle forme stilistiche indica Platone e Demostene come modelli di prosa. Riprende inoltre le dottrine di Ermagora di Temno, integrandole a seconda delle esigenze imposte dal gusto dell'epoca.. Infine, Sul metodo della "deinotes" riguarda il decoro, ossia sui dettagli di stile e di strategia argomentativa nelle dispute retoriche.

## Fortuna
Ermogene risulta di notevole importanza perché, insieme al latino Quintiliano, rappresenta per noi l'esempio più organico di quella retorica "tecnicistica" ampiamente affermatasi in età imperiale e divenuta una vera e propria autorità in età bizantina, durante la quale generò una notevole proliferazione di commentari e di pseudepigrafi.
La sua dottrina richiama, in effetti, il corso completo tipico degli studenti di retorica imperiali, testimoniandoci la gradualità e la competenza dell'insegnamento, che richiedeva letture ampie ed accurate dei modelli stilistici attici in prosa e in poesia..
Durante il Rinascimento, Aldo Manuzio fornì ai lettori dell'Europa occidentale l'edizione del corpus retorico di Ermogene. L'edizione ottocentesca dell'Opera Hermogenis di Hugo Rabe, con introduzione in latino, riprende varie edizioni precedenti, tra cui quella aldina. 
Michel Patillon ha tradotto integralmente Ermogene in francese, con varie annotazioni. Malcolm Heath tradusse il Perì staseos in inglese, mentre Cecil M. Wooten tradusse il Perì ideon.
Importanti sono poi gli studi sull'influenza dello stile di Ermogene su autori a lui successivi. Mikael Johansson cercò di applicare lo schema di Ermogene ad alcune declamazioni di Libanio. Annabel Patterson scrisse un libro sullo stile di Ermogene, sulle sue categorie retoriche e la sua influenza sugli scrittori rinascimentali, tra cui Shakespeare. Anche Hugh Blair cita Ermogene nel suo trattato di retorica.